# ترینکومالی
ینکومالی (به لاتین: Trincomalee) یک شهر در سری‌لانکا است، که در ناحیه ترینکومالی واقع شده‌است.

## خصوصیات
ینکومالی ۷٫۵ کیلومترمربع مساحت و ۹۹٬۱۳۵ نفر جمعیت دارد و ۸ متر بالاتر از سطح دریا واقع شده‌است.